# 徐谦 (1954年)
徐谦（1954年2月—），男，浙江温州人，中华人民共和国政治人物，曾任福建省人大常委会副主任，中共福建省委常委、政法委书记。